# Paridea bengalica
Paridea bengalica es una especie de insecto coleóptero de la familia Chrysomelidae.
Fue descrita científicamente en 1998 por Medvedev & Samoderzhenkov.